# Иванков, Денис Александрович
Дени́с Алекса́ндрович Иванко́в (узб. Denis Aleksandrovich Ivankov; 17 июня 1972 года, Ташкент, Узбекская ССР, СССР) — советский и узбекистанский футболист, игравший на позиции вратаря. Мастер спорта Узбекистана с 1992 года. Ныне осуществляет тренерскую деятельность. С августа 2018 года тренер вратарей в национальной сборной Узбекистана.
Сын известного советского и узбекистанского футболиста и тренера — Александра Дмитриевича Иванкова.

## Карьера
Родился в 1972 году в Ташкенте, в семье известного советского и узбекистанского футболиста и тренера — Александра Иванкова. Воспитанник республиканского спортивного интерната в Ташкенте. Первым тренером является Анатолий Юлдашевич Шадыматов. 
В 1990 году, в 18-летнем возрасте начал выступать за нукусский «Аралводстроевец». Во второй половине того же года играл за халкабадский «Сохибкор», а в 1991 году за «Чирчик» из одноимённого города. В первой половине 1992 году выступал за ташкентский «Пахтакор». Далее, в 1992—1993 годах играл за бухарский «Нурафшон», а в 1994—1995 годах снова за ташкентский «Пахтакор». В 1995 году, в 23-летнем возрасте завершил профессиональную карьеру в составе ферганского «Нефтчи».
После завершения карьеры играл на любительском уровне, а также обучался тренерской деятельности. Некоторое время проживал в Италии. 

### Тренерская деятельность
В 2004 году входил в тренерский штаб чирчикского клуба «Кимёгар». В последующие полтора года работал в мубарекском клубе «Машаль». В 2006 году входил в тренерский штаб ташкентского «Пахтакора». В 2007-2008 годах работал в тренерском штабе украинского клуба «Княжа». С 2009 по 2012 год являлся снова тренером вратарей в мубарекском «Машале». С 2013 года по 2018 год работал в аналогичной должности в каршинском клубе «Насаф». 
С августа 2018 года тренер вратарей в национальной сборной Узбекистана.

## Достижения
- Чемпион Узбекистана (2): 1992, 1995 годов (в качестве игрока).
- Полуфиналист Кубка Узбекистана 1995 года (в качестве игрока).
- Обладатель Кубка Узбекистана 2015 года (в качестве тренера).
- Обладатель Суперкубка Узбекистана 2016 года (в качестве тренера).
- Серебряный призёр Чемпионата Узбекистана 2017 года (в качестве тренера).
- Бронзовый призёр Чемпионата Узбекистана (4): 2013, 2014, 2015, 2016 года (в качестве тренера).
- Финалист Кубка Узбекистана (3): 2012, 2013, 2016 годов года (в качестве тренера).
- Бронзовый призёр международного турнира China Cup: 2019 (в качестве тренера).

## Публикации
- Виктор Хохлюк. «Наши вратари могут стать лучшими в Азии». — Еженедельник «Интерфутбол». — № 21 (489), стр. 3. Ташкент. Май 2018 года.